# アベ・カエサル
アベ・カエサル（ラテン語: Ave Caesar, "カエサル様に敬礼!"と言う意味）は1989年にヴォルフガング・リーデッサー（Wolfgang Riedesser）によって発明され、ドイツの玩具会社プロルードによって出版されたマルチプレイヤー型ボードゲームである。2006年に復刻版が発売された。
古代ローマの戦車レースをモチーフにしたゲームであり、プレイヤーはチャリオットの形状をした駒を進める。

## 遊び方
最初にプレイヤーには、チップ（カエサルへの敬礼に必要）と1〜6の数字が書かれたカード（1つの数字に付き4枚のカードがあり、合計24枚ある）が配られ、山札とする。各プレイヤーは山札をシャッフルし、ランダムに3枚引いて最初の手札とする。そして、手札にあるカードを使って、ボード（コース。スピードスケート風にインコースとアウトコースの2レーンから構成されており、アウトコースの方がマス数が多い。）上のマスに従って、駒を進める。
駒の進め方には様々な制約があり、基本的には3枚のうち1枚のカードを使用して進めるが、そのラウンドの最初のターンを務めたり、トップを走っていたりするプレイヤーは、最大数である6のカードを出す事は出来ない。手札は1回使用するとそのラウンド中は2度と使用できず、山札から1枚引かなければならない。また、駒は斜め（インコースとアウトコースの交差点。また交差点を通ってイン→アウト,アウト→インへのコース変更の事）に進める事は出来るが、横への移動や他のプレイヤーが止まっているマスに進んだり通過したり、インコースとアウトコースの間にある壁を飛び越えたりする事は出来ない。もし手札のどのカードを使っても進めない状態になった時には、そのターンはパスとなる。
コースを3周走るとゴールとなるが、3周する間に迎賓席に座っているカエサルに謁見して敬礼しなければいけない。迎賓席に入るためには、スタート位置の1番アウトコースの壁で別れたレーンに入る必要がある。敬礼の際には、「アベ・カエサル」と叫び、最初に配られたチップをコイントスの要領で投げる。もし3周する間にカエサルへの敬礼を忘れた場合（つまり1周目か2周目でカエサルに敬礼しなければならない）、そのプレイヤーはカエサルへの不敬罪となり死刑（=そのラウンドはゴールしても失格）となる。また、アウトコースばかり進んで、手札を使い切ってゴールできなかった場合も落馬となり失格となる。
一般的にはボードの裏表と逆順（時計回り・反時計回り）を使って4ラウンド行い、得点（ラウンドの1着,2着,3着…となるにつれ得点が下がる。失格の場合は0点か減点。）の多いプレイヤーが優勝となる。